# Perissasterias
Genre
Perissasterias est un genre d'étoiles de mer de la famille des Asteriidae.

## Liste des espèces
Selon World Register of Marine Species (21 janvier 2015) :
- Perissasterias heptactis H.L. Clark, 1926 -- Atlantique sud-est
- Perissasterias monacantha McKnight, 1973 -- Nouvelle-Zélande
- Perissasterias obtusispina H.L. Clark, 1926 -- Atlantique sud-est
- Perissasterias polyacantha H.L. Clark, 1923 -- Atlantique sud